# Illegaal (persoon)
Een illegaal is een persoon die zonder rechtmatige status in een land verblijft.

## Oorzaak
De meest voorkomende oorzaak van illegaliteit is dat mensen om welke redenen dan ook naar een ander land willen emigreren terwijl dat land deze mensen niet als immigrant wenst te ontvangen (illegale immigratie). De illegalen in West-Europa kunnen afgewezen asielzoekers en economische vluchtelingen uit Afrika en Azië zijn. In de Verenigde Staten zijn veel illegalen economische vluchtelingen uit Latijns-Amerika.
Illegalen kunnen zowel rechtmatig als onrechtmatig een land zijn binnengekomen. In het eerste geval zijn ze op geldige reisdocumenten binnengekomen (studentenvisum, toeristenvisum, schijnhuwelijk), maar zijn ze na het verstrijken van de maximum verblijfsduur niet teruggekeerd of voldoen ze niet aan de verblijfsvoorwaarden (bijvoorbeeld op een studentenvisum binnenkomen en in plaats van te studeren werken en zo lang mogelijk nominaal aan een instelling ingeschreven blijven staan om de verblijfstitel te behouden). 
In het tweede geval hebben ze nooit geldige reis- of verblijfsdocumenten gehad en zijn ze op onrechtmatige wijze het land binnengekomen, soms met behulp van mensensmokkelaars.

## Status en behandeling in Nederland
In Nederland wordt het verblijf en werk van illegalen bemoeilijkt door wettelijke maatregelen. Ze kunnen worden opgesloten in zogenaamde vreemdelingendetentie (artikel 6 en 59 van de Vreemdelingenwet 2000, kortweg de Vreemdelingenwet). 

### Leerplicht
Minderjarige kinderen zonder geldige verblijfstitel zijn niettemin onderworpen aan de leerplicht.

### Overmacht
In april 2009 werd door de politierechter te Haarlem een markante uitspraak gedaan in een zaak tegen een uitgeprocedeerde en ongewenstverklaarde asielzoeker uit Afghanistan. In die zaak was naar het oordeel van de rechter voldoende aannemelijk geworden dat deze verdachte feitelijk onuitzetbaar was en daarmee dus in een overmachtsituatie verkeerde. Op grond daarvan werd hij ontslagen van alle strafvervolging wegens illegaal verblijf. Reeds in 2006 had hij in vreemdelingenbewaring verbleven om te worden uitgezet naar zijn land van herkomst. Die uitzettingsprocedure had er echter niet toe geleid dat hij daadwerkelijk was uitgezet, terwijl dit niet aan een gebrek aan medewerking zijnerzijds te wijten was. Niet was gebleken dat er nadien nog nadere pogingen door de Nederlandse overheid waren ondernomen om hem alsnog uit te zetten. Bovendien beschikte hij niet over de vereiste reisdocumenten. Omdat Afghanistan tegen onvrijwillige terugkeer is, weigerde het consulaat-generaal van Afghanistan in Den Haag aan hem een paspoort of een laissez-passer te verstrekken. Daardoor bleek het voor hem feitelijk onmogelijk zelf Nederland te verlaten. Tegen de achtergrond van zijn specifieke situatie had deze uitgeprocedeerde asielzoeker volgens de rechter alles gedaan wat redelijkerwijs van hem verlangd kon worden om Nederland te verlaten.

## Status en behandeling in België
In België kunnen illegalen onder bepaalde voorwaarden toegang krijgen tot de Belgische gezondheidszorg via het systeem van Dringende Medische Hulp.

## Kritiek: ontmenselijking
Tegen het gebruik van de term "illegaal" om naar mensen te verwijzen wordt ingebracht dat het de persoon in kwestie ontmenselijkt en een inhumane behandeling haast vanzelfsprekend maakt. De gevoelswaarde van het woord ligt heel dicht bij deze van crimineel. Om dit woordgebruik aan te klagen, zijn betogingen gehouden (slogan: "Geen mens is illegaal") en films gemaakt (Niemand is illegaal). Als alternatief wordt "ongedocumenteerden" of "personen zonder (wettige) verblijfstitel" naar voren geschoven.

## Voetnoten
1. ↑  Leerplicht ook voor illegale kinderen. www.terminal.nl. Gearchiveerd op 3 november 2014.
2. ↑  uitspraak rechtbank Haarlem, 10 april 2009
3. ↑  Justitia et Pax Nederland (2010), Humaniteit in vreemdelingenbewaring. Ervaringen van het r.-k. justitiepastoraat, blz. 5 en 8
4. ↑  COMAC | Nationale betoging: geen mens is illegaal. chengetheworld.be. Gearchiveerd op 5 maart 2016.
5. ↑  Illégal (2010). www.moviemeter.nl. Gearchiveerd op 1 mei 2020.
6. ↑  Ongedocumenteerden. www.amnesty.nl. Gearchiveerd op 9 april 2016. Geraadpleegd op 21 juli 2025.